# George Douglas (1er comte d'Angus)
Pour les articles homonymes, voir George Douglas.
George Douglas (prob. né entre 1378 et 1380, au château de Tantallon – 1403?), 1er comte d'Angus, est un important baron écossais.

## Biographie
Il est le fils illégitime de William Douglas (v.1330-1384), 1er comte de Douglas, et de Margaret Stuart († 1418 ou avant), veuve de Thomas († 1377), 9e comte de Mar. Elle était sa belle-sœur, car la femme légitime de Douglas était Margaret, la sœur du comte de Mar. Elle était fille et héritière de Thomas Stuart († 1362), 2e comte d'Angus.
La liaison entre ses parents débute probablement après la mort du comte de Mar, début 1377. Sa mère s'installe au château familial des Douglas de Tantallon (Haddingtonshire) avant 1379. Bien qu'il soit un enfant illégitime, et donc destiné à être écarté de toute succession, sa mère est décidée à lui transmettre son héritage, c'est-à-dire les terres et le titre de comte d'Angus. Elle réussit à obtenir du roi Robert II d'Écosse une autorisation permettant à son fils d'hériter de tout le patrimoine de son grand-père maternel, et le 10 avril 1389, elle lui abandonne ses droits sur le comté d'Angus, et les seigneuries d'Abernethy et Bunkle. Il est créé immédiatement comte d'Angus .
En mai 1397 sa mère conclu un accord avec le nouveau roi Robert III d'Écosse par lequel il épouse Marie Stewart une des filles du souverain.
Il participe à une invasion du Northumberland avec Murdoch Stuart le fils du régent Robert Stuart duc d'Albany, le comte de Fife, le comte de Moray et Archibald Douglas 4e comte de Douglas, le comte des Orcades et Sir Thomas Erskine, mais ils sont capturés par les Anglais lors du combat de Humbleton le 14 septembre 1402. Georges Douglas meurt de la peste, en captivité. Il a comme successeur son fils unique William Douglas.

## Sources
- (en) Stephen I. Boardman The Early Stewart Kings: Robert II and Robert III, 1371-1406. Tuckwell Press. Edinburgh 1996 réédition 2007, chez John Donald Short Run Press  (ISBN 9781904607687).